# Last Dance (canção de Dua Lipa)
"Last Dance" é uma canção da cantora britânica Dua Lipa, gravada para o seu álbum de estreia auto intitulado. Foi composta pela própria intérprete com o auxílio Talay Riley e Kozmeniuk, sendo produzida pelo último. O seu lançamento ocorreu em 9 de fevereiro de 2016, através da Warner Bros, servindo como o terceiro single do disco.

## Composição
"Last Dance" é uma canção derivada dos gêneros chillwave e synthpop, com influências do dance e da música eletrônica, sendo comparada com as músicas do trio estadunidense Major Lazer e do cantor canadense Justin Bieber. Liricamente, Lipa explora um relacionamento intenso.

## Antecedentes e lançamento
"Eu compus Last Dance em Toronto com Talay Riley e ela foi produzida por Koz. Eu estava com saudades de casa e estava realmente desapontada. Esse foi um momento muito honesto para mim onde eu era capaz de escrever sobre o que eu estava sentindo naquele momento. Toda vez que eu volto a escutar essa canção ela me leva de volta a aquele exato momento e o sentimento que eu sentia. É meio mágico."

—Lipa sobre "Last Dance" para a revista  Noisey
No ano de 2015, Dua assinou um contrato com a gravadora Warner Bros. Records, além de começar a trabalhar em seu disco de estreia no mesmo ano. Em agosto do mesmo ano, ela lançou seu single de estreia, a canção "New Love". Seu segundo single, a música "Be The One", foi lançado em outubro de 2015 e atingiu o Top 10 em charts na Alemanha, Áustria, Reino Unido, Bélgica e Suiça. O videoclipe da faixa já possui mais de 100 milhões de visualizações no YouTube. Lipa ainda disse que "Be The One" é a única faixa do álbum que não escreveu "[mas] eu não poderia descartá-la; é uma de minhas favoritas."
Lipa descreve seu estilo musical como "pop sombrio" e também possui influências do hip hop em suas canções. Em novembro de 2015, ela foi considerada uma das artistas mais promissoras no mundo da música pela BBC e foi indicada ao prêmio Sound of...2016. Dua também foi considerada uma das maiores artistas revelação de 2016 no meio musical pela MTV. A primeira turnê de Lipa pelo Reino Unido teve início em janeiro de 2016.
Em 18 de fevereiro de 2016, Lipa lançou seu terceiro single, "Last Dance". A canção teve boa recepção da crítica, apesar de não obter grande sucesso comercial.

## Recepção da crítica
De acordo com Bianca Gracie do Idolator, "A melodia paqueradora de sintetizadores pop irá bater-lhe imediatamente na sua cintura, graças ao vinte anos abafados e os vocais ousados que remataram acima de uma intensa produção de dança."

## Vídeoclipe
No clipe Dua Lipa aparece correndo em torno de uma technicolor floresta, onde os visuais, as vezes, cintilam em território 3D, no vídeo também podemos ver Lipa lançar um gesto de mão de águia como um aceno para os pais albaneses; em outras cenas Dua dança sozinha em meio às árvores da floresta. O vídeo foi produzido por Jon Brewer e Ian Blair.

## Créditos
Créditos adaptados das notas do Dua Lipa
- Stephen Kozmeniuk - Produtor, compositor, programação de teclado, backing vocal
- Talay Riley - compositor e backing vocal
- Dua Lipa - compositora, vocal
- Matthew Vlahovich - teclado adicional
- John Davis - controles
- Michael Sonier - engenheiro assistente de gravação
- Mixagem - Matty Green

Gravado em TaP Studio / Strongroom 7, London & KasaKoz Studios, Toronto, Canada.